# Birkhadem
Birkhadem ou Bir Khadem (em árabe: بئر خادم) é uma comuna localizada na província de Argel, no norte da Argélia. Sua população era de 77 749 habitantes, em 2008.